# Saint John (Barbados)
Saint John é uma paróquia de Barbados. Sua população estimada em 2005 era de 9.400 habitantes.

## Principais cidades
- Coach Hill
- Massiah